# Rutes E1xx
Xarxa de carreteres europees de tipus 1xx

## Rutes de classe A
| Rutes E | Es.(*) | Trajecte                                | Itinerari elbruz.org |
| ------- | ------ | --------------------------------------- | -------------------- |
| E101    | (*)    | Moscou (Rússia) - Kíev (Ucraïna)        | -                    |
| E105    | -      | Kirkenes (Noruega) - Yalta (Ucraïna)    | E105                 |
| E115    | -      | Moscou - Makhatxkalà (Rússia)           | E115                 |
| E117    | (*)    | Mineraljnie Vodi - Vladikavkaz (Rússia) | -                    |
| E119    | (*)    | Moscou - Makhatxkalà (Rússia)           | -                    |

## Rutes de classe B
No existeixen.

## Esmenes: ampliació o modificació de la xarxa
Esmenes a l'acord europeu sobre les grands rutes de tràfic internacional (doc. TRANS/SC.1/2001/3 du 20/07/2001 et TRANS/SC.1/2002/3 du 09/04/2002)
Excepte l'E105 i l'E115, han estat modificades i formen part de l'expansió de la xarxa cap a l'est: 
- E101: Moscou - Kaluga; Briansk (Rússia); Hlúkhiv; Kíev (Ucraïna)
- E117: Mineraljnie Vodi; Naljchik; Vladikavkaz (Rússia); l'Àsia
- E119: Moscou; Tambov; Povorino; Volgograd; Astracan; Makhatxkalà (Rússia); l'Àsia
- Les rutes E121, E123, E125 i E127 concerneixen als itineraris a l'Àsia.